# Vogal central fechada não arredondada
A vogal central fechada não arredondada é um tipo de som vocálico usado em alguns idiomas. O símbolo do alfabeto fonético internacional que representa este som é ⟨ɨ⟩, ou seja, a letra minúscula i com uma barra horizontal. É representada no X-SAMPA também como ⟨1⟩.
A vogal central fechada não arredondada é o equivalente vocálico da rara consoante aproximante pós-palatal [ɨ̯].

## Ocorrências
| Idioma      | Palavra | AFI           | Significado | Observações |
| ----------- | ------- | ------------- | ----------- | ----------- |
| Tupi antigo | ybytyra | [ɨ.βɨ.ˈtɨ.ɾa] | montanha    |             |